# Radka Maxová
Radka Maxová (* 2. prosince 1968 Pardubice) je česká politička, v letech 2019 až 2024 poslankyně Evropského parlamentu, v letech 2013 až 2019 poslankyně Poslanecké sněmovny PČR, v letech 2012 až 2013 místopředsedkyně hnutí ANO 2011, v letech 2014 až 2019 zastupitelka města Tábor, v letech 2016 až 2019 zastupitelka Jihočeského kraje. V říjnu 2020 z hnutí ANO 2011 vystoupila, v letech 2021 až 2024 reprezentovala SOCDEM. Od Září 2024 vyučuje chemii na Táborském Soukromém Gymnáziu a Základní Škole s.r.o.

## Život
Po absolvování Gymnázia Dašická v Pardubicích vystudovala na Fakultě potravinářské a biochemické technologie Vysoké školy chemicko-technologická v Praze (získala titul Ing.).
Následně pracovala jako učitelka odborných předmětů na Integrované střední škole v Chrudimi. V roce 1994 se přestěhovala do jižních Čech a působila jako inspektorka České zemědělské a potravinářské inspekce, později jako manažerka kvality u firmy L + O masné výrobky, spol. s r.o. či manažerka v kosmetické firmě. Později se stala ředitelkou jakosti v masokombinátu Kostelecké uzeniny.
Je vdaná a má dvě děti – syny Matyáše a Kryštofa. Žije ve městě Tábor.

## Politické působení
Krátce po vstupu do hnutí ANO 2011 byla zvolena v srpnu 2012 jeho místopředsedkyní, funkci vykonávala do března 2013. V roce 2012 byla zároveň zvolena i předsedkyní Krajské organizace hnutí ANO 2011 v Jihočeském kraji.
Ve volbách do Poslanecké sněmovny PČR v roce 2013 pak kandidovala za hnutí ANO 2011 jako lídryně v Jihočeském kraji a byla zvolena. V komunálních volbách v roce 2014 byla zvolena za hnutí ANO 2011 zastupitelkou města Tábor. Mandát obhájila i ve volbách v roce 2018. V září 2019 na mandát zastupitelky města rezignovala, protože byla předtím zvolena europoslankyní.
V krajských volbách v roce 2016 byla lídryní kandidátky hnutí ANO 2011 v Jihočeském kraji a byla zvolena zastupitelkou. V září 2019 na mandát krajské zastupitelky rezignovala, protože byla předtím zvolena europoslankyní.
Ve volbách do Poslanecké sněmovny PČR v roce 2017 byla lídryní hnutí ANO 2011 v Jihočeském kraji a z této pozice obhájila mandát poslankyně. Ve volbách do Evropského parlamentu v květnu 2019 kandidovala na 4. místě kandidátky hnutí ANO 2011. Získala 11 286 preferenčních hlasů a byla zvolena europoslankyní. Na začátku července 2019 jí tak zanikl poslanecký mandát. Ve Sněmovně ji nahradil stranický kolega Ondřej Babka.
Na začátku října 2020 z hnutí ANO 2011 vystoupila. Jako důvod uvedla, že se hnutí odklonilo od původních idejí a převládají v něm marketingové zájmy. V březnu 2021 přestoupila v Evropském parlamentu do S & D. Do ČSSD však vstoupit nehodlá, bude ji reprezentovat jako nezávislá.
Ve videozdravici zaslané při příležitosti 45. sjezdu ČSSD Maxová uvedla, že usiluje o post lídryně kandidátní listiny strany ve volbách do Evropského parlamentu v červnu 2024. Koncem října 2023 oznámila, že z osobních důvodů nebude do Evropského parlamentu kandidovat. V polovině července 2024 jí tak vypršel mandát europoslankyně. Následně začala působit jako pedagožka na gymnáziu.